# Anna Ševčíková
Anna Ševčíková (25. července 1922 – 17. dubna 2002) byla slovenská a československá bezpartijní politička, poslankyně Slovenské národní rady a Sněmovny národů Federálního shromáždění za normalizace.

## Biografie
Po provedení federalizace Československa usedla do Sněmovny národů Federálního shromáždění. Mandát nabyla až dodatečně v květnu 1970. Nominovala ji Slovenská národní rada, kde rovněž zasedala. Ve federálním parlamentu setrvala do konce funkčního období, tedy do voleb roku 1971.